# Инэмури

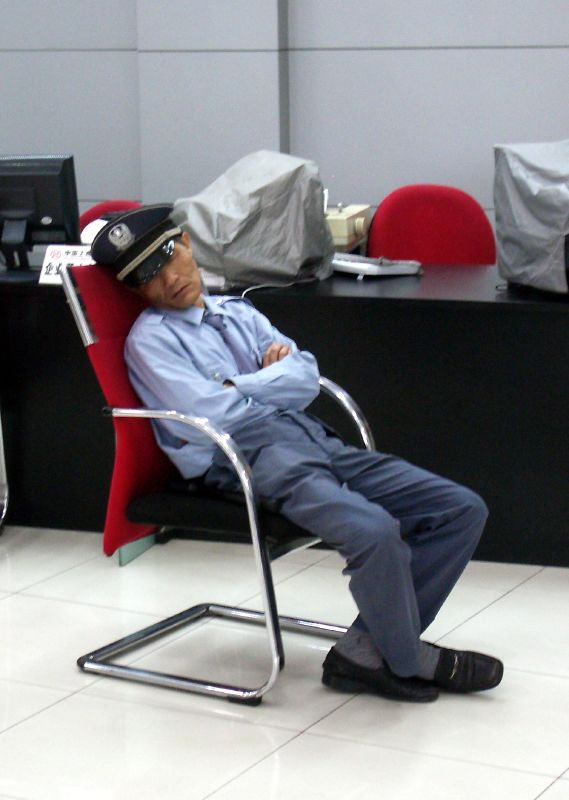
Охранник банка спит на рабочем месте

Инэмури (яп. 居眠り, «присутствовать и спать») — практика дневного сна на работе, в общественном транспорте и других общественных местах. Согласно японским традициям, инэмури не возбраняется, а, напротив, поощряется обществом, являясь признаком того, что человек мало спит, так как очень много работает. Исключением являются лишь случаи, угрожающие общественной безопасности.

## Правила инэмури
- Сон во время инэмури должен демонстрировать социальную вовлечённость, иными словами человек может спать стоя в автобусе, сидя на совещании в кресле так, чтобы внешне создавалось впечатление его участия в происходящем действии[1].
- Во время инэмури большое значение имеет социальный статус. Так, если подчинённый спит на глазах у своего начальника, то это неприемлемо, а сон начальника на глазах у подчиненных не возбраняется[2].